# Aspirador de gra

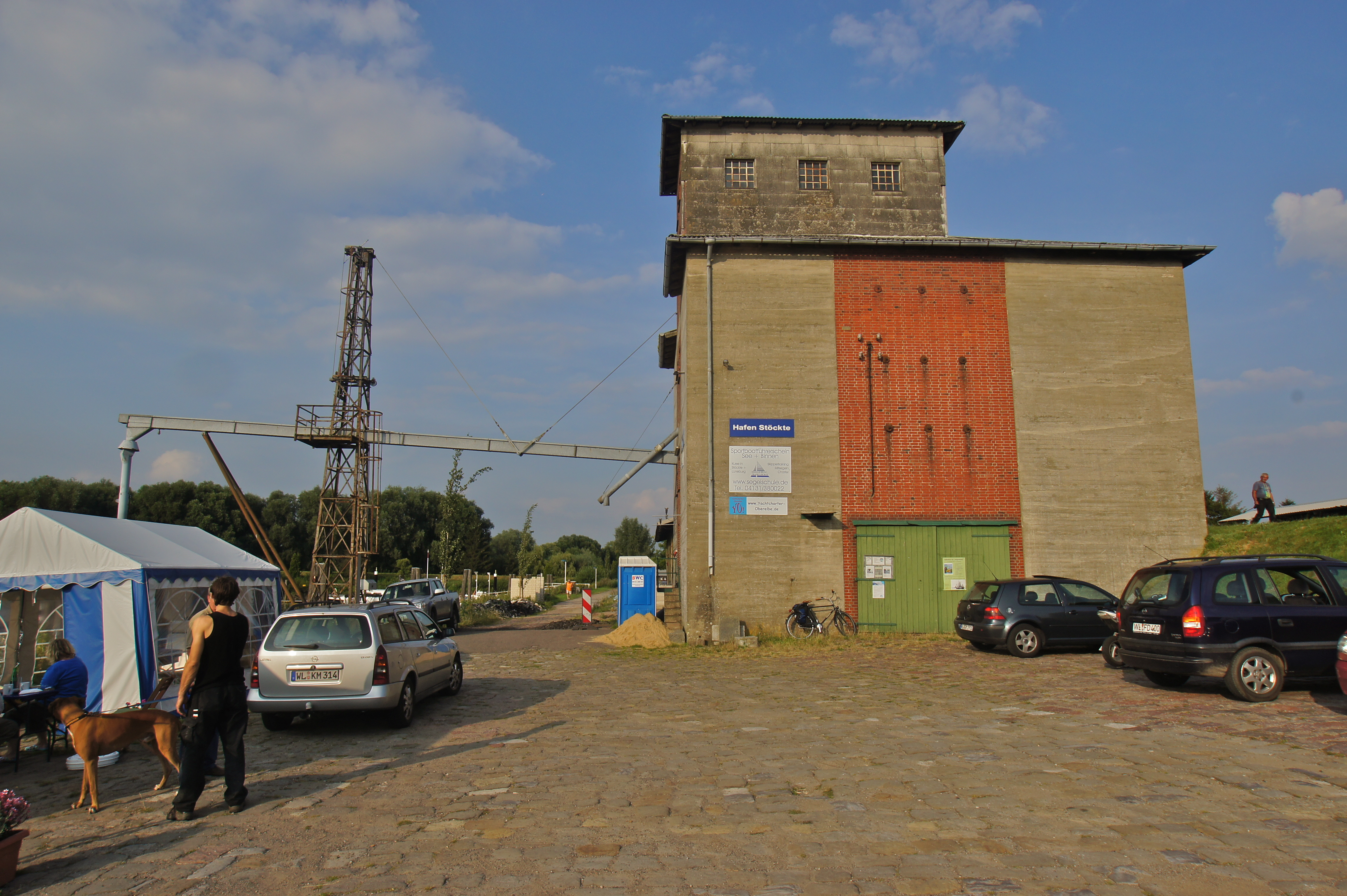
Aspirador de gra i sitja a Stöckte

Un aspirador de gra és un èquip que conté un elevador de catúfols o més sovint un aspirador pneumàtic, que acapara el gra o altres productes de granell (llavors, soia, ciment, sorra…) i el diposita en una sitja, cel·la o una altra instal·lació d'emmagatzematge o que sort el gra de la sitja per a carregar un vaixell o un camió.

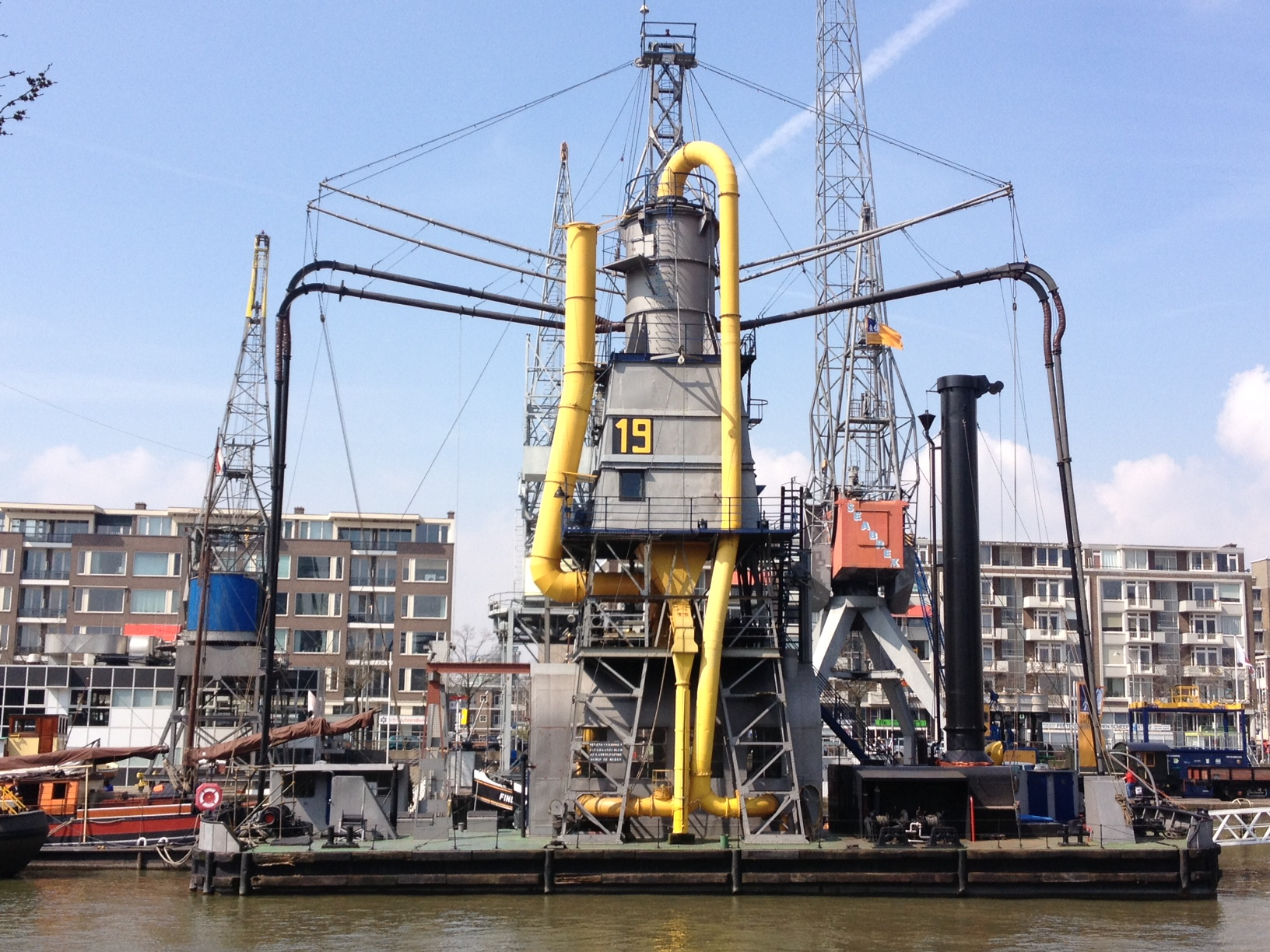
Aspirador flotant del port d'Anvers, ara al museu del Port de Rotterdam

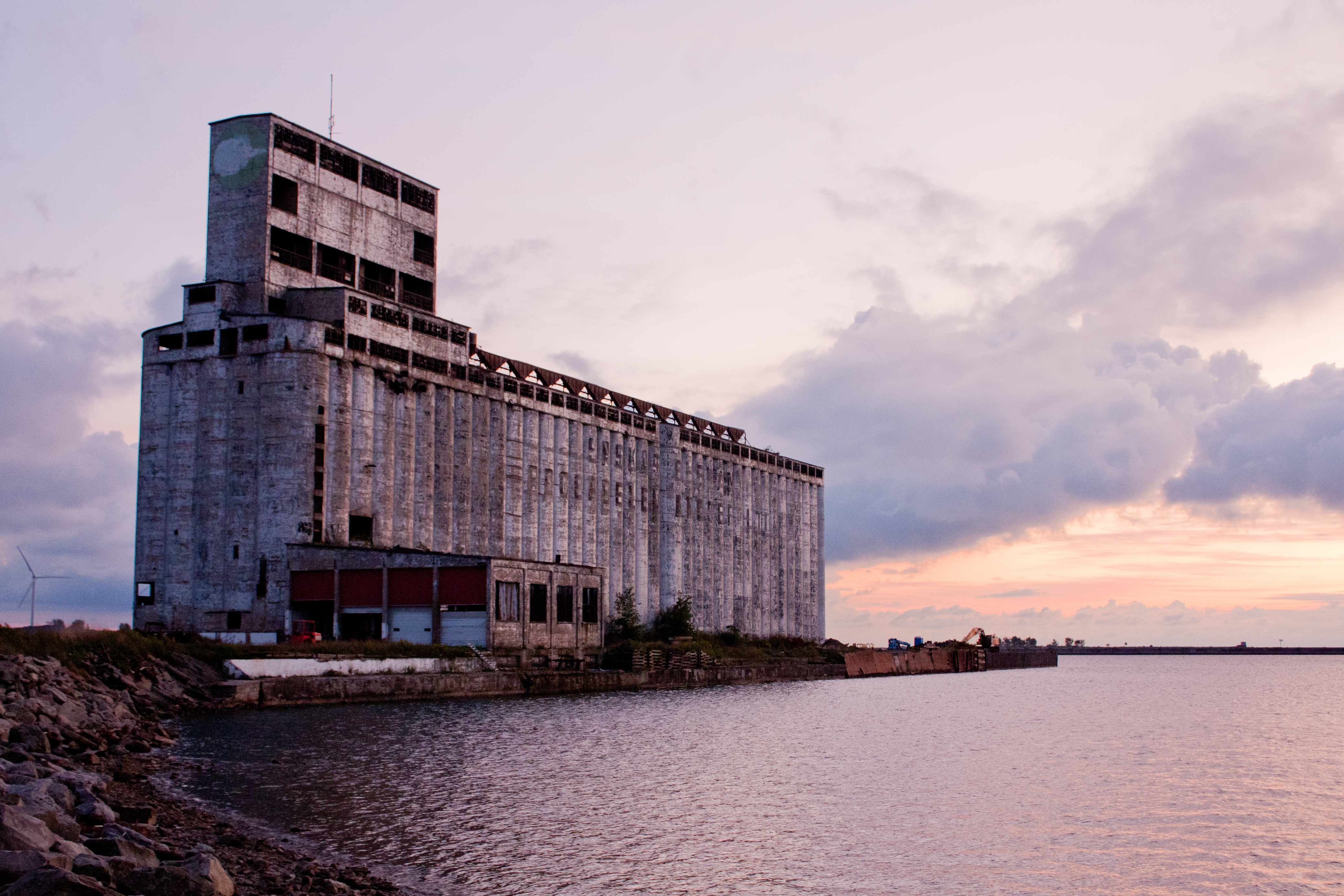
El primer aspirador de gra a la sitja Piscina Cargill (1843) a Buffalo (Nova York)

Pot ser una instal·lació independent, com els aspiradors flotants utilitzats als ports, però en la majoria dels casos, fa part de l'èquip fix d'una sitja que à més del sistema de càrrega o descàrrega conté també els magatzems, el graner, la recepció i oficines de prova, bàscules… Abans de l'arribada de l'aspirador de gra, el gra es manejava manualment en bosses. El sistema va ser inventat per Joseph Dart, un comerciant i l'enginyer Robert Dunbar durant 1842-1843, a Buffalo, (Nova York).

## Història

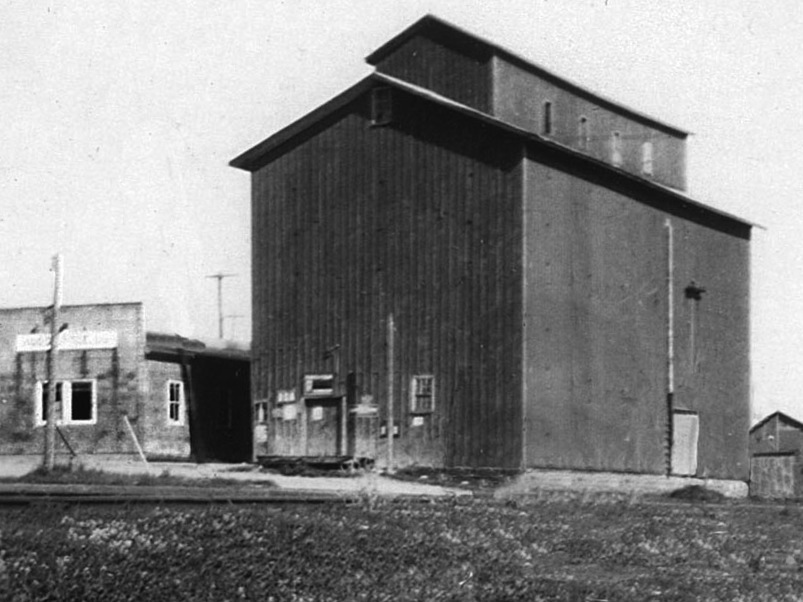
El molí i l'elevador de gra de Port Perry, 1930: construït originalment el 1873, és l'elevador de gra més antic del Canadà i segueix sent una fita important fins als nostres dies. La línia original del ferrocarril PW&PP es pot veure en primer pla.

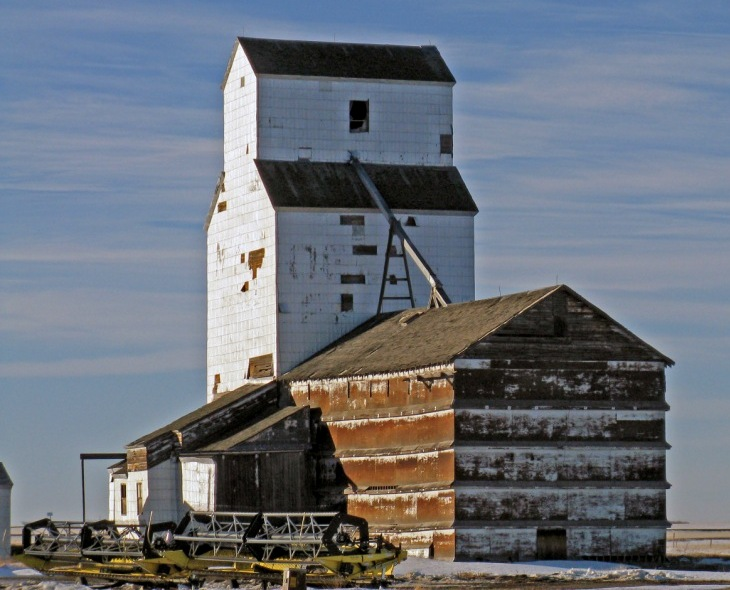
Disseny típic "de fusta" per a aspiradors de gra a tot el Canadà occidental, un disseny comú utilitzat des de principis de la dècada de 1900 fins a mitjans de la dècada de 1980: l'antic elevador Ogilvie Flour Mill a Wrentham, Alberta, es va construir el 1925.

Tant la necessitat com la perspectiva de guanyar diners van donar origen a l'elevador de grans a vapor a Buffalo, Nova York, en 1843. A causa de la finalització del Canal Erie en 1825, Buffalo va gaudir d'una posició única en la geografia nord-americana. Es trobava en la intersecció de dues grans rutes d'aigua; un s'estenia des del port de Nova York, riu amunt pel riu Hudson fins a Albany, i més enllà, el port de Buffalo; l'altre comprenia els Grans Llacs, que teòricament podrien portar als navegants en qualsevol direcció que desitgessin anar (al nord de Canadà, a l'oest de Michigan o Wisconsin, al sud de Toledo y Cleveland, o a l'est de l'Oceà Atlàntic). Al llarg de la dècada de 1830, Buffalo es va beneficiar enormement de la seva posició. En particular, va ser el destinatari de la major part de les quantitats cada vegada majors de gra (principalment blat) que es conreava en granges a Ohio i Indiana, i s'enviava en el llac Erie per al seu transbord al canal Erie. Si Buffalo no hagués estat allí, o quan les coses van empitjorar allí, aquest gra s'hauria carregat en vaixells a Cincinnati i enviat pel riu Mississippi a Nova Orleans.
Per 1842, les instal·lacions portuàries de Buffalo clarament s'havien tornat antiquades. Encara es basaven en tècniques que havien estat en ús des de l'Edat Mitjana europea; equips de treball d'estibadors utilitzaven corrioles i aparells i els seus propis lloms per descarregar o carregar cada sac de gra que s'havia emmagatzemat en terra o en el casc del vaixell. Es necessitaven diversos dies, de vegades fins i tot una setmana, per servir una sola embarcació carregada de gra. Els enviaments de grans anaven pel riu Mississippi, no pel sistema dels Grans Llacs/Canal Erie.
Un comerciant anomenat Joseph Dart Jr., generalment se li atribueix ser el que va adaptar l'elevador de grans d'Oliver Evans (originalment un dispositiu de fabricació) per al seu ús en un marc comercial (el transbord de grans a orri de lakers a vaixells de canal), però el disseny i la construcció reals del primer "magatzem d'emmagatzematge i transferència de grans" impulsat per vapor del món van ser executats per un enginyer anomenat Robert Dunbar. Gràcies a l'històric Dart's Elevator (en funcionament l'1 de juny de 1843), que va funcionar gairebé set vegades més ràpid que els seus predecessors no mecanitzats, Buffalo va poder seguir el ritme i, per tant, estimular encara més el ràpid creixement de la producció agrícola nord-americana en les dècades de 1840 i 1850, però sobretot després de la Guerra Civil, amb l'arribada dels ferrocarrils.

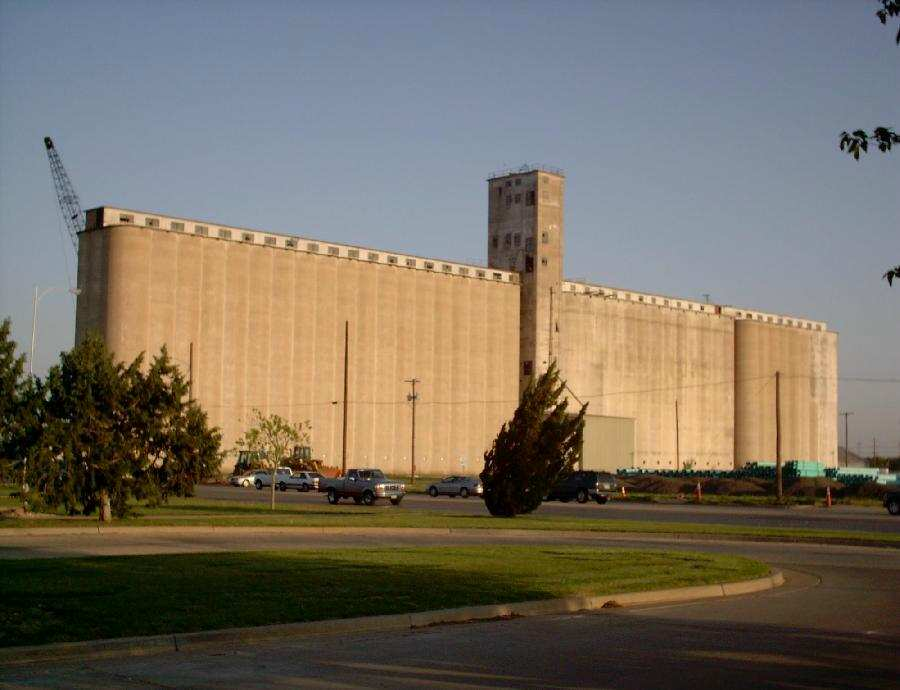
Es mostra un elevador de concret reforçat amb acer Burrus Elevator de 1928 amb 123 sitges just abans de la demolició en 2004

El segon i tercer elevador de grans del món es van construir a Toledo, Ohio, i Brooklyn, Nova York, en 1847. Aquestes incipients ciutats nord-americanes estaven connectades a través d'un comerç internacional emergent de grans de proporcions sense precedents. Els enviaments de grans de les granges d'Ohio es van carregar en vaixells mitjançant ascensors a Toledo; aquests vaixells van ser descarregats per ascensors en Buffalo que enviaven el seu gra als vaixells del canal (i, més tard, vagons de ferrocarril), que eren descarregats per ascensors a Brooklyn, on el gra es distribuïa als molins fariners de la costa est o es carregava per al seu posterior enviament a Anglaterra, els Països Baixos o Alemanya. No obstant això, aquest flux de gra cap a l'est va ser acompanyat per un flux igualment important de persones i capital en l'adreça oposada, és a dir, d'est a oest. A causa dels diners que es guanyava amb la producció de cereals i, per descomptat, a l'existència d'una ruta fluvial per arribar allí, un nombre cada vegada major d'immigrants de Brooklyn van arribar a Ohio, Indiana i Illinois per convertir-se en agricultors. Més agricultors significava que més prades es convertien en terres de cultiu, la qual cosa al seu torn significava una major producció de grans, la qual cosa per descomptat significava que s'haurien de construir més aspiradors de grans en llocs com Toledo, Buffalo i Brooklyn (i Cleveland, Chicago i Duluth. A través d'aquest bucle de productivitat engegat per la invenció de l'elevador de grans, Estats Units es va convertir en un important productor internacional de blat, blat de moro i civada.
A principis del segle xx, va sorgir la preocupació per les pràctiques monopolistes en la indústria dels aspiradors de grans, la qual cosa va portar a un testimoniatge davant la Comissió de Comerç Interestatal en 1906. Això va portar al fet que s'incendiessin diversos aspiradors de grans a Nebraska, suposadament com a protesta.

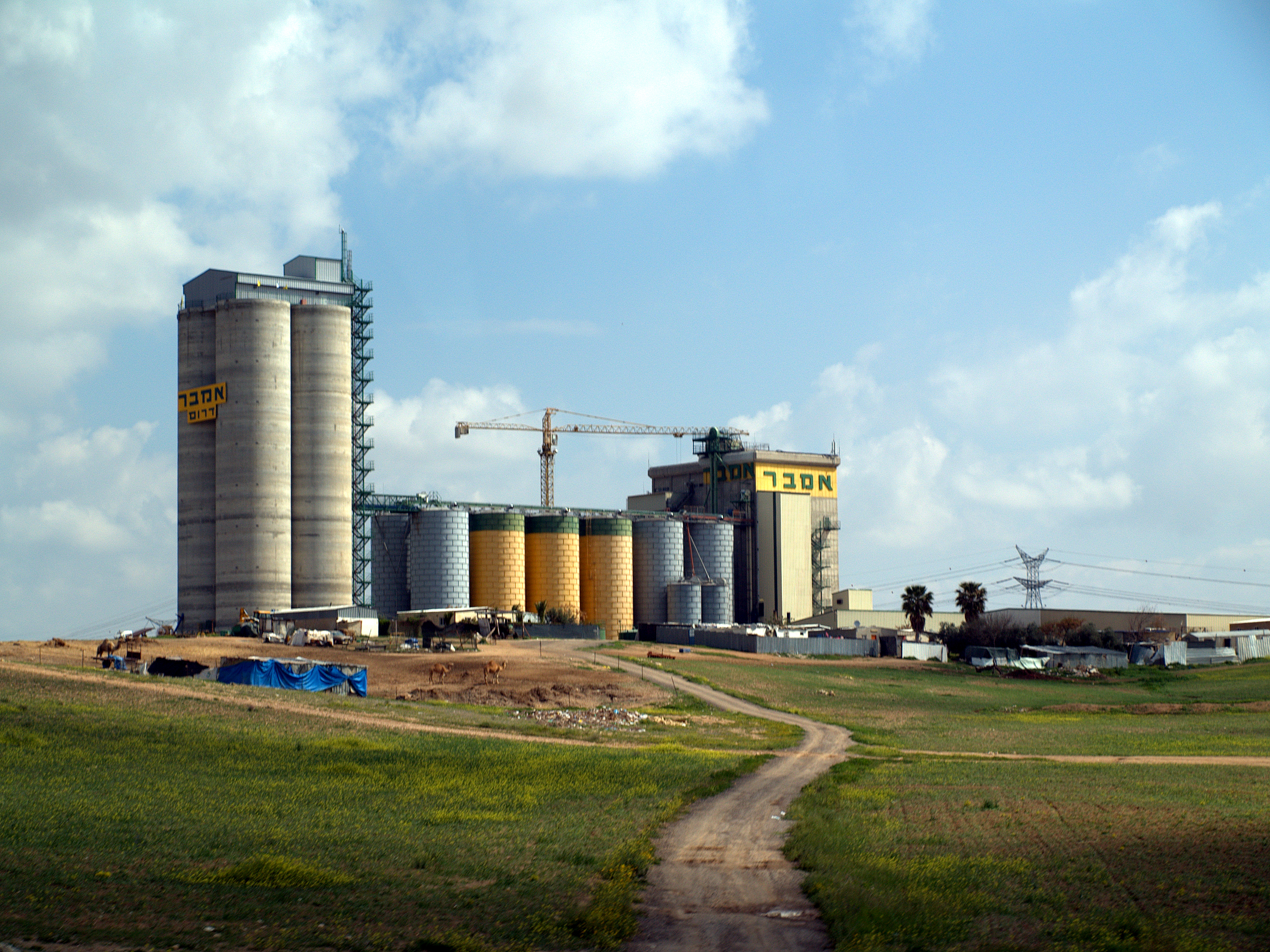
Sitges connectades a un elevador de gra en una granja a Israel

Avui dia, els aspiradors de grans són una vista comuna a les àrees de cultiu de grans del món, com les prades d'Amèrica del Nord. Els elevadors de terminals més grans es troben als centres de distribució, com a Chicago i Thunder Bay, Ontario, on el gra s'envia per al seu processament o es carrega a bord de trens o vaixells per anar més lluny.
Buffalo, Nova York, el port de grans més gran del món des de la dècada de 1850 fins a la primera meitat del segle xx, una vegada va tenir la major capacitat d'emmagatzematge de grans dels Estats Units en més de 30 aspiradors de grans de concret situats al llarg dels ports interior i exterior. Si ben varis encara estan en ús productiu, molts dels quals queden estan actualment inactius. En una tendència incipient, part de la capacitat inactiva de la ciutat ha tornat a estar en línia recentment, amb una planta d'etanol iniciada en 2007 que utilitza un dels elevadors prèviament inactius per emmagatzemar blat de moro. A principis del segle xx, els aspiradors de grans de Buffalo van inspirar a arquitectes modernistes com Le Corbusier, qui va exclamar: Els primers fruits de la nova era! quan els va veure per primera vegada. Els aspiradors de grans de Buffalo han estat documentats pel registre històric d'enginyeria nord-americana i agregat al Registre nacional de llocs històrics. Actualment, Enid, Oklahoma, ostenta el títol de major capacitat d'emmagatzematge de grans en els Estats Units.

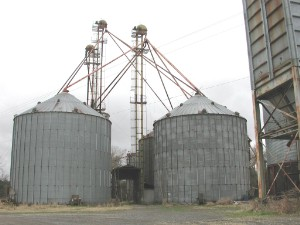
Caixes de gra d'acer ondulat i elevador de gra de cable en un elevador de gra a Hemingway, South Carolina

En les comunitats agrícoles, cada poble tenia un o més petits aspiradors de grans que servien als agricultors locals. L'elevador de grans clàssic es va construir amb suports de fusta i tenia nou o més contenidors quadrats o rectangulars més grans disposats en patrons de 3 × 3 o 3 × 4 o 4 × 4 o més. Els ascensors amb armadura de fusta en general tenien un camí d'entrada amb una bàscula per a camions i una oficina en un costat, una línia de ferrocarril en l'altre costat i contenidors annexos addicionals per a l'emmagatzematge de grans en cada costat.
En temps més recents, amb transport millorat, ascensors centralitzats i molt més grans serveixen a moltes granges. Alguns d'ells són bastant grans. Dos ascensors a Kansas (un a Hutchinson i un altre a Wichita) tenen mitja milla de llarg. La pèrdua dels aspiradors de grans dels pobles petits sovint es considera un gran canvi en la seva identitat, i es realitzen esforços per preservar-los com a estructures patrimonials. Al mateix temps, moltes granges de grans més grans tenen les seves pròpies instal·lacions de maneig de grans per a emmagatzematge i càrrega en camions.

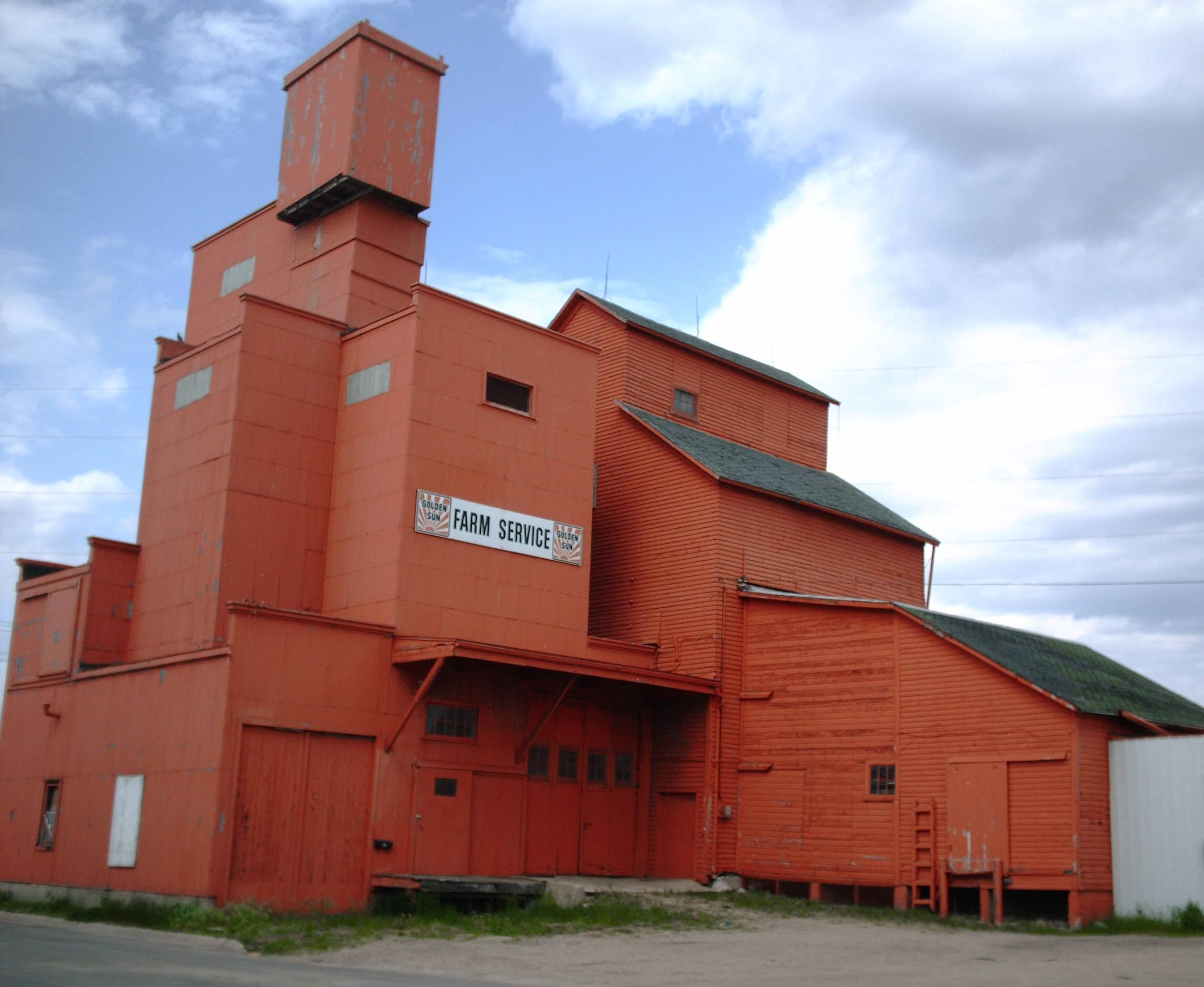
Antic elevador de gra de fusta amb bressol i fàbrica d'alimentació del bestiar Estherville, Iowa

Els operadors d'elevadors compren grans als agricultors, ja sigui en efectiu o a un preu contractat, i després venen contractes de futurs per la mateixa quantitat de grans, generalment tots els dies. Es beneficien a través de la "base" de reducció, és a dir, la diferència entre el preu d'explicat local i el preu de futurs, que es produeix en determinades èpoques de l'any.
Abans que estigués disponible el transport econòmic en camions, els operadors d'aspiradors de grans de vegades usaven el seu poder adquisitiu per controlar els preus. Això va ser especialment fàcil, ja que els agricultors sovint tenien solament un ascensor a una distància raonable de les seves finques. Això va portar a alguns governs a fer-se càrrec de l'administració dels aspiradors de grans. Un exemple d'això és la Reserva de Blat de Saskatchewan. Per la mateixa raó, les cooperatives van comprar molts ascensors.

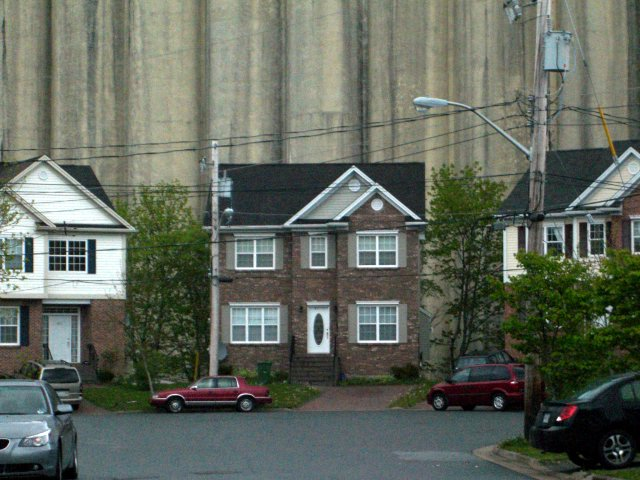
Aquestes cases a Halifax, Nova Scotia es van construir a la dècada de 1990 molt després que l'ascensor s'hagués construït i van ser valuoses per la seva ubicació. L'estiu del 2003, una explosió en aquest ascensor va provocar un incendi que va trigar set hores a extingir-se.

Un problema recent amb els aspiradors de grans és la necessitat de proporcionar emmagatzematge separat per a grans ordinaris i modificats genèticament per reduir el risc d'una barreja accidental dels dos.
En el passat, els aspiradors de grans de vegades experimentaven explosions de sitges. La pols fina dels milions de grans que passen per la instal·lació s'acumularia i es barrejaria amb l'oxigen de l'aire. Una espurna podria passar d'una partícula flotant a una altra, creant una reacció en cadena que destruiria tota l'estructura. (Aquesta explosió de combustible dispers és el mecanisme darrere de les bombes de combustible i aire). Per evitar això, els ascensors tenen regles molt estrictes contra fumar o qualsevol altra flama oberta. Molts ascensors també tenen diversos dispositius instal·lats per maximitzar la ventilació, protecció contra el sobreescalfament en les cintes transportadores, potes, coixinets i dispositius elèctrics a prova d'explosions, com a motors elèctrics, interruptors i il·luminació.

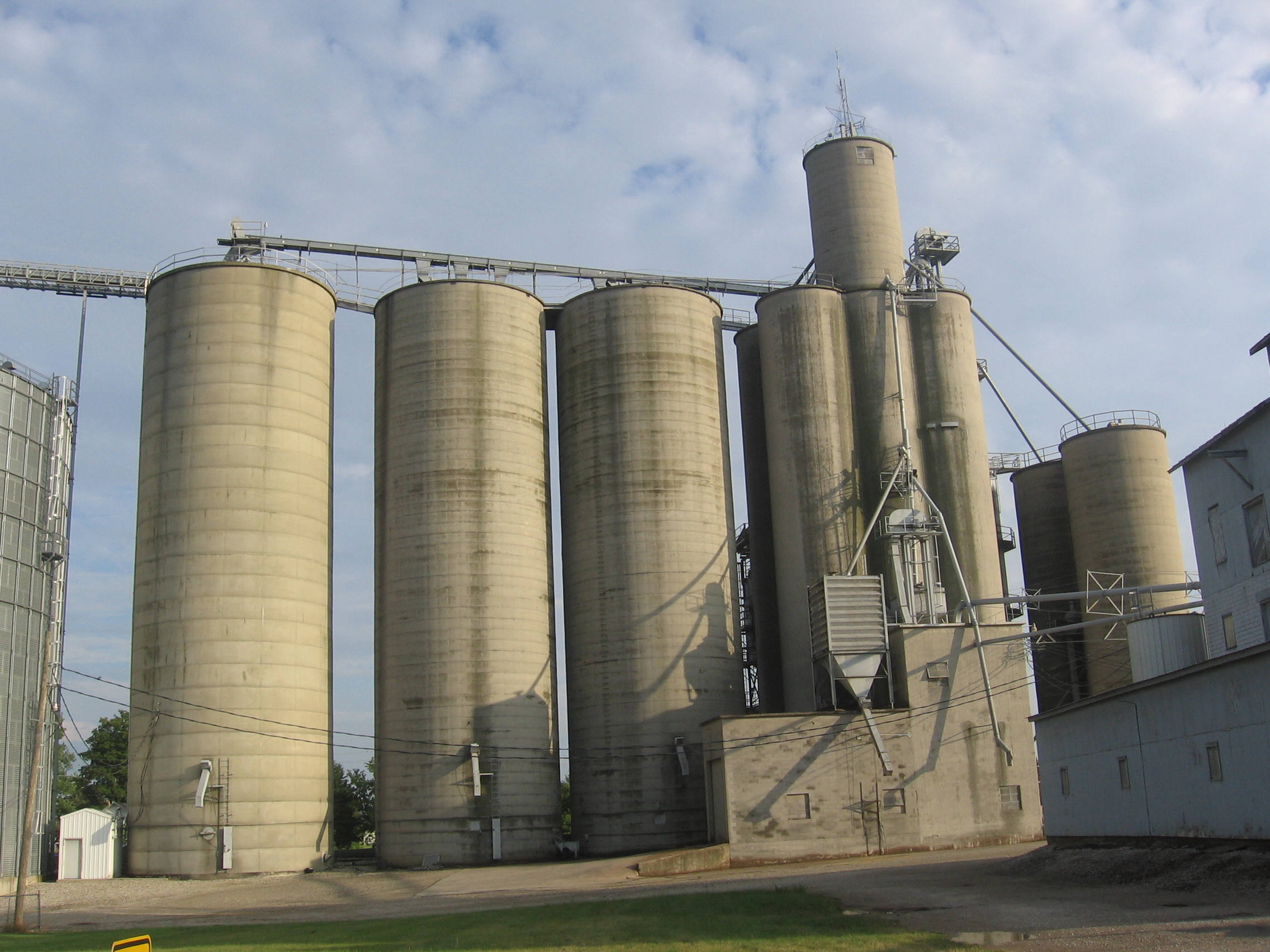
Sitges annexos de formigó format per salt a l'esquerra i casa principal de formigó lliscant en un ascensor a Edon, Ohio

Els aspiradors de grans en les petites comunitats canadenques sovint tenien el nom de la comunitat pintat en dos costats de l'elevador en grans lletres majúscules, amb el nom de l'operador de l'elevador estampat en els altres dos costats. Això va facilitar la identificació de la comunitat per als operadors ferroviaris (i, de pas, per als conductors i pilots perduts). L'antic nom de la comunitat sovint romania en un ascensor molt després que la ciutat desaparegués o es fusionés en una altra comunitat; L'elevador de grans a Ellerslie, Alberta, va romandre marcat amb el seu antic nom comunitari fins que va ser demolit, la qual cosa va tenir lloc més de 20 anys després que Edmonton annexés el poble.
Una de les principals tendències històriques en el comerç de grans ha estat el tancament de molts elevadors més petits i la consolidació del comerç de grans en menys llocs i entre menys empreses. Per exemple, en 1961, 1642 "elevadors de camp" (el tipus més petit) estaven a Alberta, amb 3.452.240 tones (3.805.440 tones curtes) de gra. Al 2010, solament quedaven 79 "elevadors primaris" (com es coneix ara), amb 1.613.960 tones (1.779.090 tones curtes).
En 2017, Estats Units tenia 0,88 quilòmetres cúbics (25.000 milions de bushels nord-americans) de capacitat d'emmagatzematge, un creixement del 25 % en la dècada anterior.

## Risc d'explosions

### Antecedents
Donada una suspensió prou gran de farina combustible o pols de gra en l'aire, pot ocórrer una explosió significativa. Un exemple històric del poder destructiu de les explosions de grans és l'explosió en 1878 del molí Washburn "A" a Minneapolis, Minnesota, que va matar a 18 persones, va arrasar dos molins propers, va danyar molts uns altres i va provocar un incendi destructiu que va destruir gran part dels molins propers en el districte de mòlta. (El molí Washburn "A" es va reconstruir més tard i es va seguir utilitzant fins a 1965). Un altre exemple va ocórrer en 1998, quan l'elevador de grans DeBruce a Wichita, Kansas, va explotar i va matar a set persones. Un exemple recent és una explosió el 29 d'octubre de 2011 al Bartlett Grain Company a Atchison, Kansas. El nombre de morts va ser de sis persones. Dos homes més van sofrir cremades greus, però els quatre restants no van resultar ferits.
Gairebé qualsevol substància orgànica finament dividida es converteix en un material explosiu quan es dispersa com a suspensió d'aire; per tant, una farina molt fina és perillosament explosiva en suspensió d'aire. Això representa un risc significatiu en moldre el gra per produir farina, per la qual cosa els molins fan tot el possible per eliminar les fonts d'espurnes. Aquestes mesures inclouen tamisar acuradament el gra abans de moldre-ho o triturar-lo per eliminar les pedres, que podrien generar espurnes dels queixals, i l'ús d'imants per eliminar les deixalles metàl·liques capaces de generar espurnes.
La primera explosió de farina registrada va tenir lloc en un molí italià en 1785, però moltes han ocorregut des de llavors. Aquestes dues referències donen nombres d'explosions de farina i pols registrades als Estats Units en 1994: i 1997 En el període de deu anys fins a 1997 inclusivament, va haver-hi 129 explosions.

### Factors que determinen el risc
En una instal·lació on s'emmagatzemen grans, existeix el risc que es produeixi una explosió de pols de cereal. Perquè això ocorri han de donar-se diversos factors. Tots ells han d'estar presents simultàniament. Aquestes condicions són:
- una font d'ignició, com un rodament calent, una soldadura o un tall;
- una concentració adequada de pols de gra de baixa humitat;
- la pols de gra que està en suspensió
- la presència d'oxigen; i
- la ignició de la pols de gra en un recinte, com un ascensor.

L'eliminació de qualsevol d'aquests factors redueix la probabilitat que es produeixi una explosió de pols de gra.

### Disminució del risc d'explosions
Les instal·lacions d'emmagatzematge de gra poden reduir el risc d'una explosió de pols de gra utilitzant bones pràctiques de manteniment per reduir els nivells de pols de gra i instal·lant dispositius de control en els equips per detectar el sobreescalfament dels coixinets.
La majoria de les explosions primàries es produeixen en un elevador de catúfols. Per això, les instal·lacions modernes es dissenyen amb la pota en l'exterior de la instal·lació per reduir el risc. Les instal·lacions més antigues es van construir amb la pota a l'interior.
La neteja de la instal·lació també és un factor. La major part de la destrucció en una explosió de pols de gra és causada per explosions secundàries, o una sèrie d'explosions, que es produeixen a través de la instal·lació. És important que els aspiradors de gra tinguin un bon programa de neteja per mantenir baixa la concentració de pols. Els directius han d'estar molt atents a qualsevol punt en el qual pugui produir-se una ignició.
L'Administració de Seguretat i Salut Ocupacional dels Estats Units ha reconegut que la pols del gra és un perill potencial en el lloc de treball, i té normes de manipulació del gra que inclouen mesures de precaució. En elles s'aborda la neteja i els perills de les instal·lacions de manipulació de gra.

## Elevador Alley

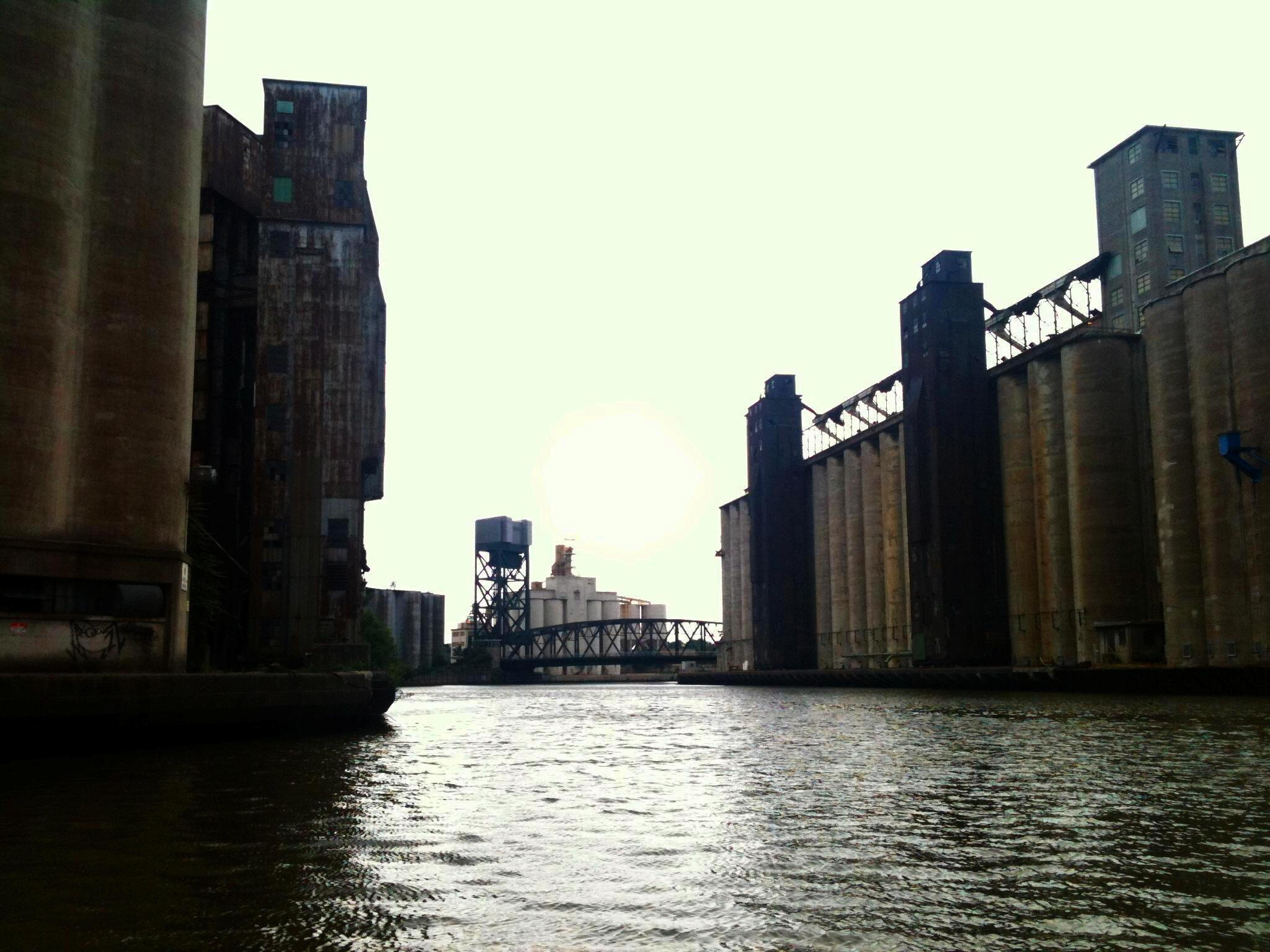
Una vista al llarg del "Elevator Alley" de Buffalo.

La ciutat de Buffalo no solament és el lloc de naixement de l'elevador de grans modern, sinó que també té la major quantitat d'exemples existents al món. Varis dels ascensors històrics de la ciutat estan agrupats al llarg del "Carreró d'ascensors", un estret tram del riu Buffalo immediatament adjacent al port. El carreró passa per sota d'Ohio Street ja ho deixo anar de Childs Street en el veïnat First Ward de la ciutat.

## Filera d'elevadors
A Canadà, el terme "filera d'ascensors" es refereix a una filera de quatre o més sedassos d'aspiradors de gra.
En els primers temps dels pioners dels pobles de les prades de l'oest de Canadà, quan s'establia un bon lloc per a l'agricultura, molta gent volia guanyar diners construint els seus propis aspiradors de gra. Això va fer que apareguessin multitud d'empreses privades de cereals. Les ciutats comptaven amb dotzenes d'empreses elevadores, totes elles situades en fila al llarg de les vies del tren. Si una ciutat tenia la sort de comptar amb dues vies fèrries, seria coneguda com la propera Mont-real. Moltes files d'ascensors tenien dos o més ascensors de la mateixa companyia. Les petites ciutats presumien de les seves grans fileres d'ascensors en fullets promocionals per atreure als colons. Amb tanta competència en la dècada de 1920, la consolidació va començar gairebé immediatament, i moltes petites empreses es van fusionar o van ser absorbides per altres més grans.
A mitjan dècada de 1990, amb el cost del gra tan baix, moltes empreses privades d'elevadors van haver de fusionar-se de nou, la qual cosa va provocar l'enderrocament de milers de "sentinelles de la prada". A causa de l'enderrocament de punts aspiradors de gra, a Canadà només queden dues fileres d'elevadors supervivents; una situada a  Inglis, i l'altra a Warner. El Inglis Grain Elevators National Historic Site ha estat protegit com a National Historic Sites of Canada. La filera d'ascensors de Warner, a partir de 2019, no ha estat designada com a lloc històric, i segueix en ús com a aspiradors de gra comercials.